# Karel May
Karl Friedrich May, píšící pod jménem Karl May a v českém prostředí uváděný běžně jako Karel May (25. února 1842 Ernstthal u Saské Kamenice – 30. března 1912 Radebeul u Drážďan), byl německý spisovatel převážně dobrodružných románů a povídek z exotických krajů. Proslul zejména svými příběhy z Divokého západu o indiánském náčelníku Vinnetouovi a zálesáku Old Shatterhandovi, v prostředí Orientu známém také jako Kara ben Nemsí. Obliba jeho díla dostala nový impuls v šedesátých letech dvacátého století, kdy podle něj bylo natočeno sedmnáct výpravných filmů.
Mayovo dílo se vyznačuje výrazným humanismem a pacifismem, vyzdvihuje a oslavuje sepětí s přírodou (myšlenky podobné woodcraftu), mír a rovnost lidí všech ras a vyznání. Jeho kladní hrdinové sahají k násilí jen v krajních případech a vždy se snaží vyhnout zabíjení. Knihám i přes seriózní dramatické linky nechybí humor a jistá míra nadsázky a mnohé jeho dialogy mají komediální charakter.
Mayovo (značně idealistické) pojetí amerického Západu ve druhé půli 19. století bylo typické líčením původních indiánských obyvatel spíše jako čestných, nezkažených a úctyhodných obětí bezohledného drancování a postupu civilizace, než jako krvelačných primitivů – nejzápornější postavy v příbězích jsou zpravidla chamtiví a bezcharakterní bílí Američané. Tím se zásadně lišil od dobrodružné literatury americké provenience a hluboce ovlivnil obraz Indiánů ve středoevropském, zejména německém prostředí. Těchto motivů v Mayově díle později zneužili nacisté k protiamerické propagandě, přestože celkové vyznění Mayovy tvorby je zcela jasně protiválečné a protirasistické.

## Život

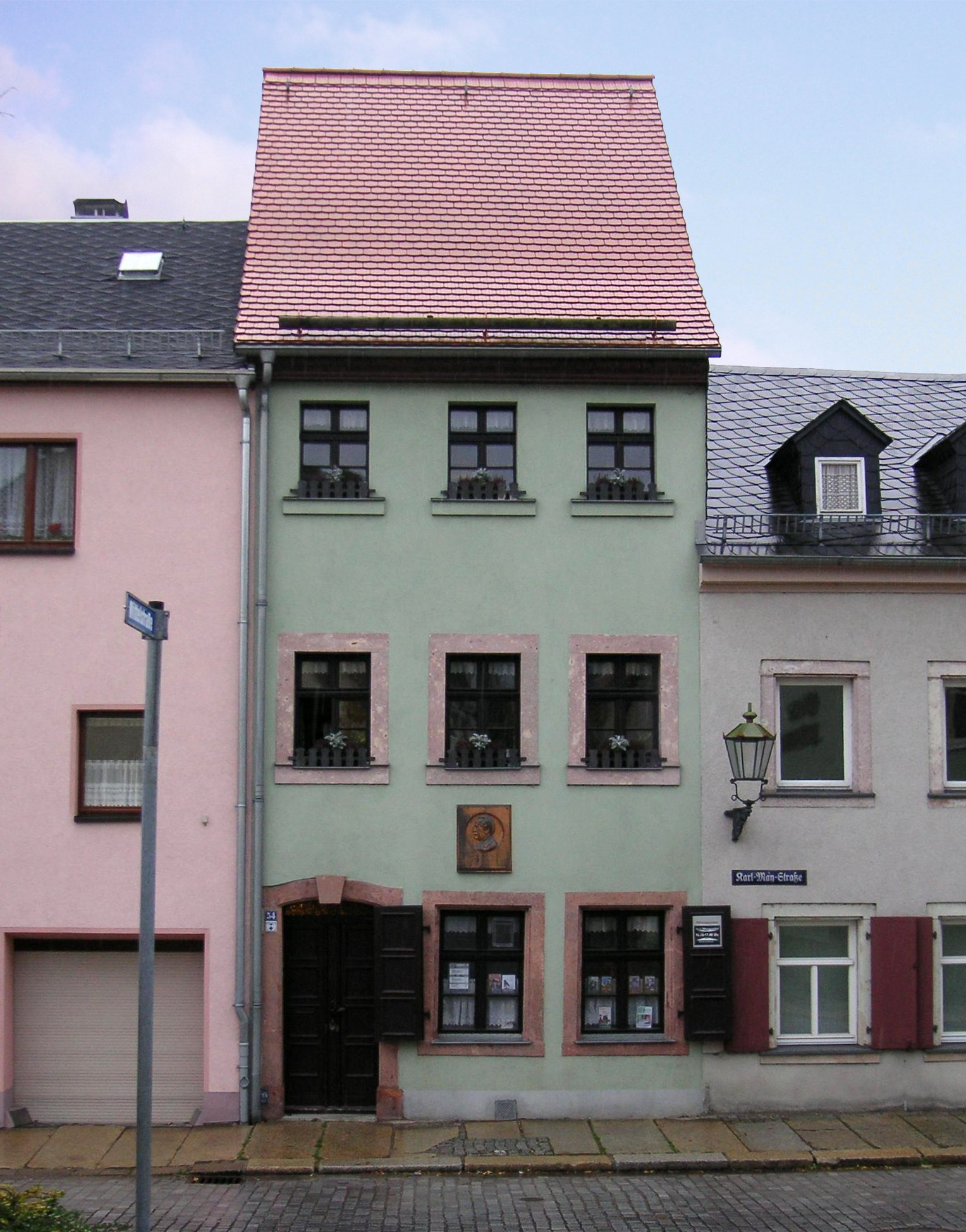
Rodný dům Karla Maye ve městě Hohenstein-Ernstthal v Německu.

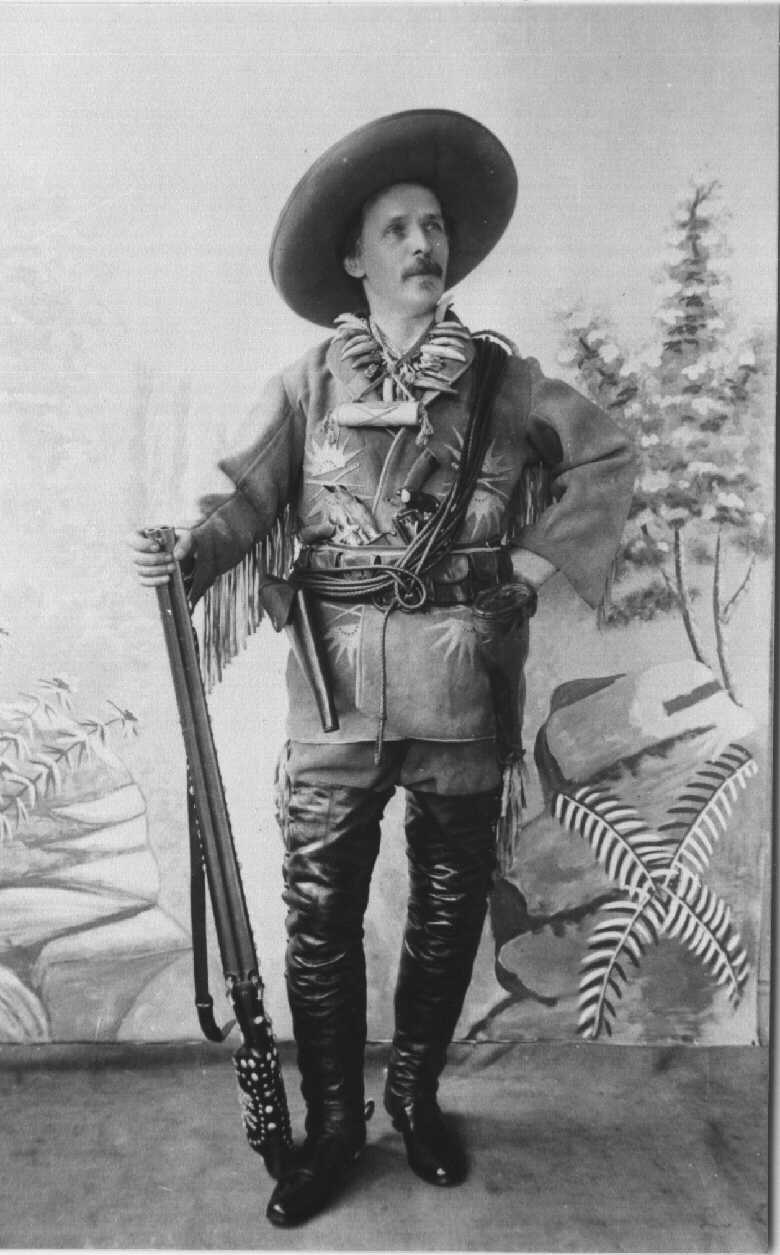
Karel May jako Old Shatterhand, fotografie z roku 1896.

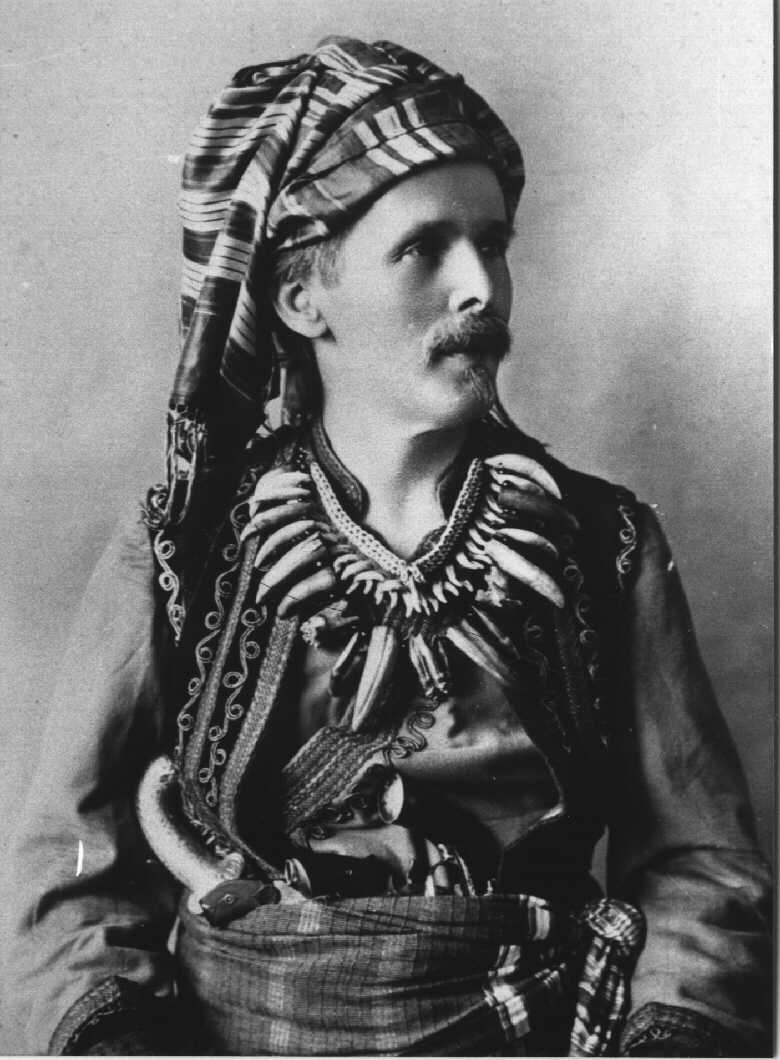
Karel May jako Kara ben Nemsí, fotografie z roku 1896.

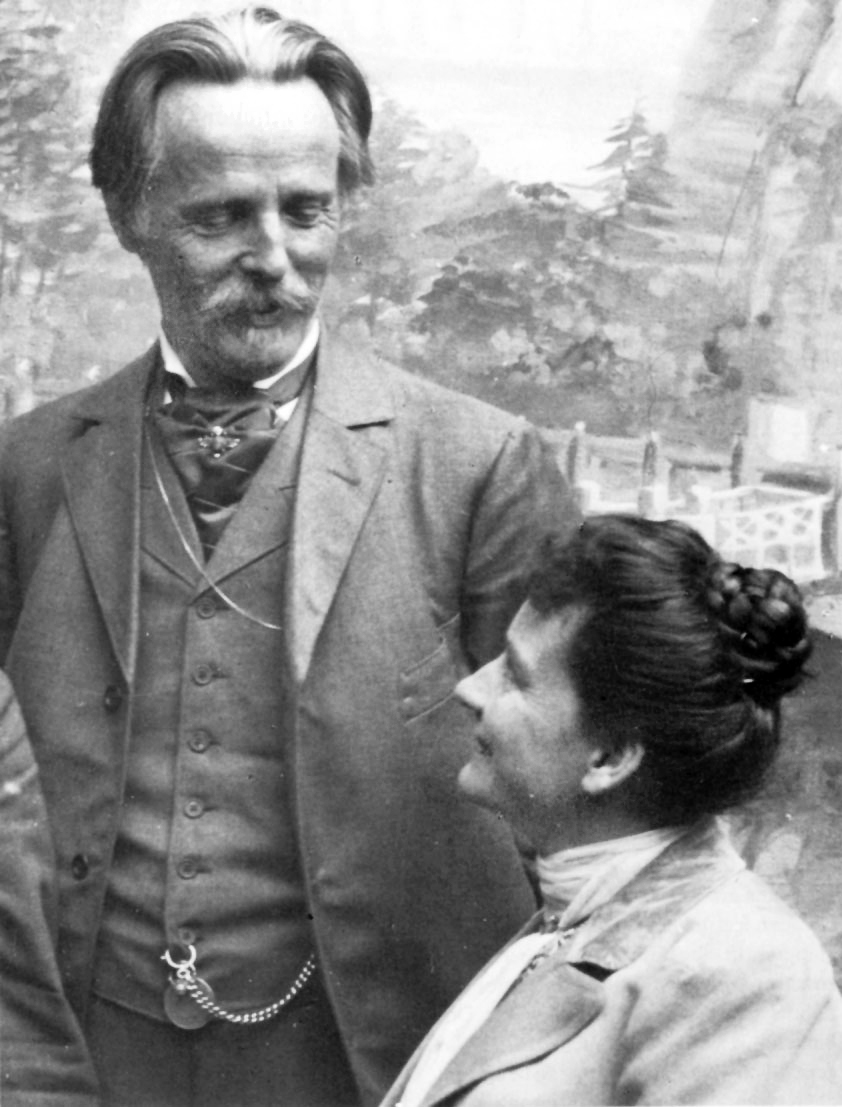
Karel May se svou ženou Klárou roku 1904

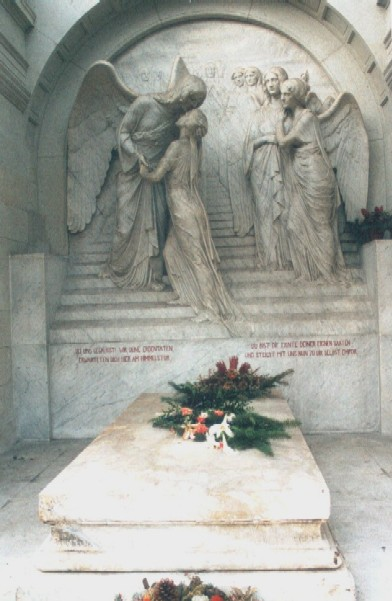
Hrob Karla Maye v Radebeulu v Německu.

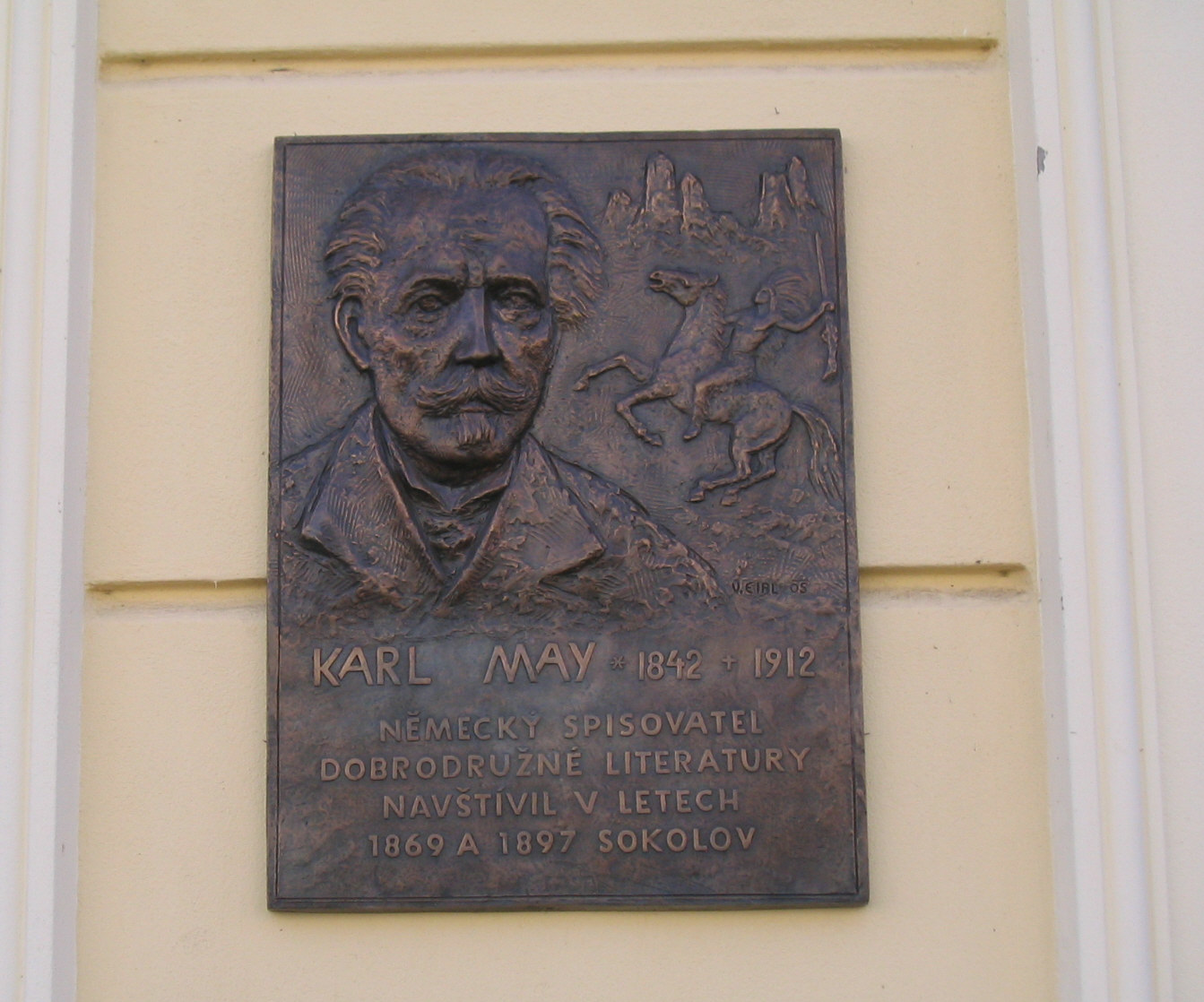
Pamětní deska Karla Maye v Sokolově.

### Dětství a studium
Narodil se jako páté dítě v chudé a početné tkalcovské rodině Heinricha Augusta a Christiny Wilheminy Mayových v Ernstthalu v saském Podkrušnohoří. Rodiče museli věnovat všechen čas obstarávání obživy a děti vychovávala babička Johanne Christiane Kretzschmarová. Karel May k ní měl vřelý vztah a v dospělosti na ni s láskou vzpomínal. Čtením pohádek a vyprávěním příběhů rozvíjela jeho fantazii.  Pravděpodobně vlivem podvýživy, nedostatkem vitaminu A a D a špatných hygienických podmínek po narození trpěl zrakovou poruchou a křivicí. Teprve v pěti letech se lékařům podařilo mu zrak opět navrátit.
Když začal chodit do školy, projevil se jako velmi nadaný žák a pod přísným dohledem svého otce musel tvrdě studovat. Četl a přepisoval knihy, učil se latinsky, anglicky i francouzsky a také hře na klavír, housle a varhany. V důsledku přísné otcovy výchovy se z něho stal osamělý, introvertní chlapec, žijící ve svém vlastním světě. Ve čtrnácti letech ukončil školu a na podzim roku 1856 nastoupil do učitelského semináře ve Waldenburgu.

### Vězení
V roce 1861 seminář úspěšně vystudoval, i když v mu během studia hrozilo vyloučení kvůli krádeži šesti svíček.  Nastoupil jako pomocný učitel v Glauchau, ale zakrátko byl propuštěn, protože domácí, který byl alkoholik, viděl, jak May políbil jeho o mnoho let mladší manželku při hodině klavíru. May přešel na školu v Altchemnitz, ale zde byl zanedlouho na falešné udání svého spolubydlícího odsouzen za údajnou krádež hodinek k šesti týdnům vězení a dostal zákaz vykonávání učitelského povolání. Trest nastoupil v Saské Kamenici (Chemnitzu) 8. září 1862. Tyto nešťastné rány osudu zapříčinily jeho nervové zhroucení, které May podrobně popsal ve své biografii.
Když byl propuštěn z vězení, zůstal bez práce a bez prostředků. Nervově se zhroutil a v tomto duševním stavu se dopustil několika přestupků, pro které by dnes nebyl odsouzen. Roku 1865 byl za několikanásobný podvod odsouzen ke čtyřem letům nucených prací, a uvězněn ve Cvikově (Zwickau). Odtud ho pro dobré chování propustili 2. listopadu 1868. Vrátil se do Ernstthalu, kde se dozvěděl o smrti své babičky. Znovu se duševně zhroutil a stav mysli, dnes rozpoznán jako disociativní porucha osobnosti, znovu propukl, tehdy zcela neznám lékařské vědě. Z dobových spisů vyplývá, že v jedné restauraci odcizil pět biliárových koulí, jinde zase utěrku a jednu cigaretovou špičku. Rovněž odvedl koně z ohrady a vedl jej do sousední vesnice. Byl dopaden a jako recidivista odsouzen ke čtyřem letům vězení v káznici Waldheim. Z vězení vyšel v květnu 1874.

### Spisovatel
Už v tomto posledním vězení začal sepisovat své sny o dalekých cestách a posílal povídky s kriminálními a erotickými náměty do různých časopisů, nejdříve pod různými pseudonymy (Karl Hohental, Latréaumout, D. Jam, E. v. Linden). Jeho talentu si povšiml nakladatel Heinrich Gotthold Münchmeyer a nabídl mu místo redaktora. V roce 1875 se May přestěhoval do Drážďan, kde se naplno věnuje spisovatelské práci a publikuje svoje povídky a humoresky. Začal se věnovat dobrodružné tematice, vychází i povídka Old Firehand, v níž je poprvé zmíněno jméno Vinnetou. Pro Münchmeyera doplnil a připravil k tisku Knihu lásky, ve které se snažil o její vědeckou prezentaci, napsal své první rozsáhlejší dílo, historický román Poslední cesty obou Quitzowů a pět mnohasvazkových kolportážních románů většinou nízké úrovně (pod některé se ani nepodepsal), ale jejichž autorství mu později způsobilo potíže.
Na konci roku 1876 pro neshody s Münchmeyerem odešel, na nějakou dobu zůstal nezávislým a psal povídky z Podkrušnohoří. V roce 1877 přijal místo redaktora v týdeníku Frohe Stunden vydavatele Kürschnera. V tomto časopise vycházel na pokračování jeho druhý román Zajati na moři, jehož část byla později začleněna do románu Old Surehand. S Kürschnerem spolupracoval téměř deset let.
V roce 1880 se poprvé oženil s Emmou Linou Pollmerovou, ale manželství se po třinácti letech fakticky rozpadlo. Od roku 1892 začaly vycházet romány z Orientu s hlavním hrdinou jménem Kara ben Nemsí, který je totožný s Old Shatterhandem, a jeho známost rostla. On sám se začal prohlašovat za hrdinu svých příběhů Old Shatterhanda. Vydával plakáty se svými fotografiemi v jeho kostýmu, které se prodávaly v tisícových sériích. Do roku 1890 vycházela jeho díla na pokračování v časopisech a teprve potom knižně v nakladatelství Friedrich Ernst Fehsenfeld. Od roku 1892 jako Sebrané cestovní romány Karla Maye, v roce 1893 trilogie Vinnetou, rudý gentleman a od roku 1896 pod titulem Sebrané příběhy z cest Karla Maye. Stále tvrdil, že vypráví své vlastní příběhy z cest, které vykonal do USA v letech 1862 až 1863, na Dálný východ (1864–1865) a do Orientu (1868–1870). Knihy vycházely v desetitisícových nákladech a úspěšně se prodávaly po celém světě. Úhrnný náklad titulů vydaných Fehsenfeldovým nakladatelstvím dosáhl 400 000. V roce 1896 May koupil dům v Radebeulu u Drážďan, který nazval „Villa Shatterhand“.
V letech 1897–98 pobýval v Brné nad Labem, dnešní součásti Ústí nad Labem, kde napsal román Vánoce. V místní restauraci Srdíčko (tehdy hotel Herzig) měl pamětní síň, tento hotel je však již v dnešní době zrušen.  V říjnu 1898 přijel do Prahy, kde osobně vedl spor proti českému nakladateli Vilímkovi ve věci překladu svých knih. 
Na první skutečně doloženou cestu se vydal až v roce 1899 do Orientu, kdy navštívil dějiště svých románů a dostal se až na Sumatru. Tato cesta trvala patnáct měsíců a pro Maye znamenala těžkou konfrontaci se skutečností, která byla zcela odlišná od jeho literárních představ. Napsal romány A mír na Zemi! a V Říši stříbrného lva, které se od ostatních lišily mnohem realističtějším pohledem. Jeho věhlas byl ale otřesen, když po Münchmeyerově smrti koupil knihkupec Adalbert Fischer od Münchmeyerovy vdovy Pauline jeho nakladatelství se všemi právy, a přes výslovný Mayův zákaz začal vydávat jeho staré kolportážní romány v knižní podobě pod jeho jménem včetně těch, které poprvé vyšly pod pseudonymem či anonymně. Fischerova práva však byla velice nejasná, protože dohody mezi Mayem a Münchmeyerem byly uzavřeny ústně, přičemž podle Maye nebyly dodrženy (pokud by totiž náklad určitého románu dosáhl 20 000 výtisků, připadla by práva na vydávání tohoto románu zpět spisovateli). Proto podal May na Fischera žalobu pro neoprávněný dotisk a další žalobu na Pauline Münchmeyerovou pro nedodržení smluvních podmínek, protože mu nebyla ochotna přeložit doklady o výši nákladů.
V roce 1903 se rozvedl a krátce na to si vzal Kláru Plöhnovou, o 20 let mladší vdovu po svém příteli.

### Závěr života
Téměř celý zbytek života strávil u soudů. Fischerovi se podařilo vyvolat proti Mayovi v tisku štvanici. Snažil se Maye znemožnit před veřejností tím, že zatímco psal pro katolické časopisy vysoce morální příběhy, současně sepisoval kolportážní škváry plné nemravných scén. Rovněž vyšla najevo Mayova „kriminální“ minulost. May se sice bránil, že mnohé frivolní pasáže byly do románů vloženy třetí stranou, to se ale již nedalo zjistit, protože původní rukopisy nešlo dohledat. S Fischerem sice uzavřel smír, ale štvanice na jeho osobu v tisku nadále pokračovaly. Přesto dokázal ještě napsat čtvrtý díl románu Vinnetou, dokončit román V Říši stříbrného lva a sepsal svou autobiografii Můj život a mé cíle.
V roce 1908 se s manželkou vypravil na svou první cestu do Spojených států. Kromě New Yorku, Buffala, Niagarských vodopádů navštívil i indiánskou rezervaci Tuscarorů.
Jeho zdraví bylo podlomené neustálými spory a osočováním. O Vánocích 1910 prodělal zápal plic. V květnu a červnu 1911 pobýval v lázních v Jáchymově, potom absolvoval v doprovodu manželky ozdravný pobyt v Tyrolsku. V prosinci 1911 May soudní spory vyhrál. Zadostiučinění mu přinesla přednáška 22. března 1912 ve Vídni, po které mu téměř 3000 posluchačů připravilo nadšené ovace. Zanedlouho, 30. března 1912 v důsledku vysílení, prodělaného zápalu plic a pomalé otravy těžkými kovy z olověných vodovodních trubek zemřel ve své rezidenci v Radebeulu.

## Po jeho smrti
V roce 1913 bylo v Radebeulu založeno nakladatelství Karl-May-Verlag (dnes sídlí v Bambergu), které vydává Sebrané spisy Karla Maye (doposud devadesát čtyři svazků).
V roce 1928 bylo v jeho Ville Shatterhand zřízeno Muzeum Karla Maye, které existuje dodnes.
Od roku 1938 se v přírodním divadle v Saském Švýcarsku Felsenbühne Rathen konají představení podle jeho děl.
V roce 1969 vznikla Společnost Karla Maye (Karl-May-Gesellschaft), která se zabývá studiem života a díla Karla Maye a propagací jeho prací.
Na podzim roku 2006 byla v Sokolově odhalena jeho pamětní deska, neboť zde 2× přenocoval.
V roce 2012 se u příležitosti stého výročí úmrtí autora konala v pražském Náprstkově muzeu výstava Na stopě Karla Maye.
V květnu 2013 byla v Jáchymově na domě proti radnici odhalena jeho pamětní deska, neboť v tomto domě bydlel v roce 1911, když se léčil ve světově prvních radonových lázních, které se tehdy nacházely v domě pekaře Kühna.
V létě 2017 byla v pražské Malostranské besedě uspořádána výstava Dobrodružný svět Karla Maye.
Na podzim roku 2019 se konal tradiční festival německy mluvených filmů Das Filmfest, jehož součástí bylo vzpomínkové pásmo Kult Karl May.

## Dílo

### Romány
- Poslední cesty obou Quitzowů (1876–1877, Der beiden Quitzows letzte Fahrten)
- Zajati na moři (1877–1878, Auf der See gefangen), také jako Zámek Wildauen (Schloß Wildauen)
- Zálesák (1879, Der Waldläufer)
- Žezlo a kladivo (1879–1880, Zepter und Hammer)
- Pouští (1880–1881, Durch die Wüste), první díl cyklu Ve stínu padišáha (Im Schatten des Grossherrn)
- Ostrov šperků (1880–1882, Die Juweleninsel)
- Divokým Kurdistánem (1881–1882, Durchs wilde Kurdistan), druhý díl cyklu Ve stínu padišáha (Im Schatten des Grossherrn) [13]
- Z Bagdádu do Cařihradu (1882–1884, Von Bagdad nach Stambul), třetí díl cyklu Ve stínu padišáha (Im Schatten des Grossherrn)
- Lesní Růže (1882–1884, Waldröschen), česky také pod názvem Tajemství starého rodu, kolportážní román
- Hulánova láska (1883–1885, Die Liebe des Ulanen), kolportážní román
- Ztracený syn aneb Kníže bídy (1884–1886, Der verlorene Sohn oder Der Fürst des Elends), kolportážní román
- Německá srdce, němečtí hrdinové (1885–1888, Deutsche Herzen, deutsche Helden), česky také pod názvem Třemi díly světa, kolportážní román [14] [15]
- Cesta za štěstím (1886–1888, Der Weg zum Glück), kolportážní román
- V balkánských roklinách (1886–1888, In den Schluchten des Balkan), čtvrtý díl cyklu Ve stínu padišáha (Im Schatten des Grossherrn)
- Syn lovce medvědů (1887, Der Sohn des Bärenjägers), německy také jako Mezi supy (Unter Geiern) společně s románem Duch Llana Estacada [16]
- Duch Llana Estacada (1888, (Der Geist des Llano Estacado), česky rovněž pod názvem Duch prérie, německy také jako Mezi supy (Unter Geiern) společně s románem Syn lovce medvědů
- Zemí Škipetarů (1888, Durch das Land der Skipetaren), pátý díl cyklu Ve stínu padišáha (Im Schatten des Grossherrn)
- Žut (1888, Der Schut), šestý díl cyklu Ve stínu padišáha (Im Schatten des Grossherrn), česky také jako Šut
- Červenomodrý Metuzalém (1888–1889, Der blaurote Methusalem) [17]
- Karavana otroků (1889–1890, Die Sklavenkarawane)
- Na Río de la Plata (1889–1890, Am Rio de la Plata), první díl románu El Sendador, česky jako Dobyvatelé Gran Chaca
- V Kordillerách (1890–1891, In den Cordilleren), druhý díl románu El Sendador, česky jako Dobyvatelé Gran Chaca
- Poklad ve Stříbrném jezeře (1890–1891, Der Schatz im Silbersee)
- Odkaz Inky (1891–1892, Das Vermächtnis des Inka), česky jako Odkaz posledního Inky nebo také jako Poklad Inků
- V zemi Mahdího (1891–1893, Im Lande des Mahdi), česky také pod názvem Lovci lidí, Mahdí, Na březích Nilu [18], Otec pěti set, Poslední otroci, V ebenové zemi a V Súdánu
- Vinnetou (1893, Winnetou), tři díly
- Petrolejový princ (1893–1894, Der Ölprinz)
- Satan a Jidáš (1893–1896, Satan und Ischariot), česky také pod názvem Trampem v Sonoře, Vinnetou mezi Beduíny nebo Supové Mexika
- Old Surehand, tři díly (1894, 1895, 1897) [19]
- Černý mustang (1896–1897, Der schwarze Mustang)
- Vánoce (1897, Weihnacht)
- V Říši stříbrného lva (1897–1903, Im Reiche des silbernen Löwen), česky také pod názvem V zemi černých stanů, Vězeň bagdádský, Tajemství babylonské věže, Ahriman Mirza, V propastech stínů a Růže ze Šírázu společně s románem Ardistan a Džinistan
- Na věčnosti (1899, Am Jenseits), česky také pod názvem Pouť do Mekky společně s dokončením od Franze Kandolfa V městě prorokově (In Mekka)
- A mír na Zemi! (1901–1902, Und Friede auf Erden!), česky pod názvem Do země mandarínů
- Ardistan a Džinistan (1907–1909, Ardistan und Dschinnistan), česky také pod názvem V bažinách Ardistanu a Na hoře Alláhově společně s románem V Říši stříbrného lva.
- Vinnetou IV. (1909–1910, Winnetou IV.), také pod názvem Vinnetouova závěť nebo Vinnetouovi dědicové

### Sbírky povídek
Jedná se pouze o sbírky povídek, které vyšly za autorova života.
- Oranže a datle (1893, Orangen und Datteln),
- Na Tichém oceánu (1894, Am Stillen Ocean),
- Růže z Kairvánu (1894, Die Rose von Kaïrwan),
- Škrtič karavan (1894, Der Karawanenwürger), roku 1900 pod názvem Různá dobrodružství na vodě i na zemi, (Denkwürdige Abenteuer zu Wasser und zu Lande),
- V dálavách (1894, Aus fernen Zonen), roku 1910 pod názvem Assad Bei, der Herdenwürger,
- Na cizích stezkách (1897, Auf fremden Pfaden),
- Humoresky a povídky (1902, Humoresken und Erzählungen),
- Krušnohorské vesnické povídky (1903, Erzgebirgische Dorfgeschichten).

### Samostatné povídky
- Abdán efendi (1908, Abdahn Effendi),
- Blizzard (1896, Ein Blizzard), resp. Americký dvojitý souboj (Ein amerikanisches Doppelduell),
- Boer van het Roer (1878, Der Boer van het Roer), resp. Dobrodružství v jižní Africe (Ein Abenteuer in Südafrika) nebo Afrikánec (Der Africander) nebo Hrobka Kafrů (Das Kafferngrab),
- Bonapartův švec (1877, Der Bonapartenschuster),
- Boží duch (1878, Der Herrgottsengel),
- Brodnik (1880, Der Brodnik), s povídkami Ehri a Kiang-lu také pod společným názvem V zemi draka (Im Zeichen des Drachen), česky také jako Konec uprchlíků ze Sibiře nebo Konec vypovězenců na Sibiři,
- Brusič nůžek (1880, Der Scherenschleifer),
- Bůh se nedá urážeti (1896, Gott läßt sich nicht spotten, resp. Old Cursing-Dry nebo Zlořečený (Der Flucher), česky také jako Boží soud, [20]
- Černé oko (1890, Schwarzauge), resp. Pomsta mormonů (Die Rache des Mormonen),
- Dědicové proti své vůli (1879, Die Erben wider Willen), resp. Univerzální závěť (Die Universalerben),
- Dětské zvolání (1878, Des Kindes Ruf),
- Dukátový dvůr (1876, Der Dukatenhof), resp. Vina a smíření (Schuld und Sühne)
- Dva noční hlídači (1877, Die beiden Nachtwächter),
- Dva kuledžiové (1891, Die beiden Kulledschi).
- Dva Shatterové (1877, Die Both Shatters),
- Ehri (1878, Der Ehri), resp. Ehriho pomsta (Die Rache des Ehri), s povídkami Kiang-lu a Brodnik také pod společným názvem V zemi draka (Im Zeichen des Drachen), česky též jako Na korálových útesech nebo Ehri z Papetee,
- Fi-fob, bůžek ochránce (1877, Phi-phob, der Schutzgeist),
- Ghazva (1892, Eine Ghasuah), resp. Loupežné tažení Baggarů ( Der Raubzug der Baggara), česky také jako Ghasuah.
- Girl-Robber (1879, Der Girl-Robber), resp. Dobrodružství na Cejlonu (Ein Abenteuer auf Ceylon nebo Na palubě Vlaštovky (An Bord der Schwalbe), s povídkou Na tygřím mostě také pod společným názvem Piráti Indického moře (Die Piraten des indischen Meeres), česky také jako Piráti,
- Gitano (1875, Der Gitano), česky též jako Španělský cikán,
- Gum (1878, Die Gum), resp. Mezi škrtiči (Unter Würgern) nebo Škrtič karavan (Der Karawanenwürger) či Dobrodružství v severní Africe (Abenteuer in Nord-Afrika),
- Hadí muž (1890, Der Schlangenmensch),
- Hamail (1887, Das Hamail),
- Ibn el´amm (1887),
- Inn-nu-woh, indiánský náčelník (1875, Inn-nu-woh, der Indianerhäuptling),
- Jak bylo městskému radnímu Epperlinovi pomoženo z nesnází (1878, Wie dem Stadtrat Epperlein aus der Klemme geholfen wurde),
- Jednooký Joe (1917, Joe Burkers, das Einaug), příběh vytvořil Euchar Albrecht Schmid po Mayově smrti složením povídek Petrolejový požár a Dva Shatterové, česky také jako Muž s polovicí tváře,
- Jízda na pštrosu (1889, Das Straußenreiten),
- Kiang-lu (1880, Der Kiang-lu), s povídkami Ehri a Brodnik také pod společným názvem V zemi draka (Im Zeichen des Drachen), česky jako V dračí propasti,
- Kníže a flašinetář (1881, Fürst und Leierman),
- Kníže maršálek pekařem (1882, Ein Fürst-Marschall als Bäcker),
- Kousek starého Desavana (1875, Ein Stücklein vom alten Dessauer), později jako Zloděj švestek (1879, Der Pflaumendieb), česky také jako Na švestkách,
- Kouzelná voda (1880, Das Zauberwasser), resp. Kníže švindlířů (Ein Fürst des Schwindels),
- Kouzelný koberec (1901, Der Zauberteppich),
- Koza nebo beran (1878, Ziege oder Bock),
- Krevní msta (1894, Blutrache), česky též jako Omarova krevní msta nebo Umarova krevní msta, [21]
- Kristova krev a spravedlnost (1882, Christi Blut und Gerechtigkeit), resp. Tajemství Šefahy (Schefakas Geheimnis), česky také jako Šeri Šir – lev hrdina.
- Kristus nebo Mohamed (1890, Christus oder Muhammed),
- Krumir (1882, Der Krumir), česky také jako Křivák,
- Kutb (1894, Der Kutb),
- Kys Kapčiji (1895-1896, Der Kys-Kaptschiji), resp. Obchodník sardatášský (Der Händler von Serdescht), česky také jako Na březích Zabu nebo Lupič žen,
- Lesk štěstí (1878, Der Glücksschimmel), resp. Husarské kousky (Husarenstreiche),
- Lichvář (1879, Der Geldmarder), resp. Mlynář s pakostnicí (Der Gichtmüller),
- Lov tuleňů (1891, Eine Seehundsjagd),
- Maghreb-el-aksa (1887)
- Marie nebo Fatima (1893, Maria oder Fatima), česky také jako Fatima, resp. jako Maryam nebo Fatima,
- Masopustní bláznění (1875, Die Fastnachtsnarren),
- Mater Dolorosa (1891), resp. Kříž Kurdů (Das Kurdenkreuz), česky také jako Obrácení hadži Halefovo,
- Merhameh (1909), česky také jako Merhamé.
- Mezi verbíři (1876, Unter den Werbern), resp. Prodavač duší (Seelenverkäufer) nebo Kníže a čeledín (Fürst und Reitknecht),
- Míchač jedů (1879, Der Giftheiner),
- Na březích Dviny (1878, An den Ufern der Dwina), resp. Na Sibiři (Nach Sibirien),
- Na ořešácích (1876, Auf den Nußbäumen), resp. Pekařský učedník (Der Bäckerjunge) nebo Pankrác dohazovač (Pankraz der Ehestifte),
- Na Tygřím mostě (1894, An der Tigerbrücke), s povídkou Girl.Robber také pod společným názvem Piráti Indického moře (Die Piraten des indischen Meeres),
- Na Západě, resp. Na divokém Západě (1877-1878, Im wilden Westen),
- Nepravé excelence (1878, Die falschen Exzellenzen),
- Nur eš šémá – světlo nebes (1892, Nûr es Semâ – Himmelslicht), česky také jako Parsi.
- Obchodník s kosy (1883, Der Amsenhändler),
- Odplata (1879, Vergeltung), resp. Der Waldkönig (Král lesa) nebo Černý myslivec (Der Waldschwarze) nebo také Mezi pašeráky (Unter Paschern) či Tajemství štoly (Das Geheimniß des Stollens),
- Olejový princ (1877, Der Oelprinz), resp. Olejový požár (Der Brand des Ölthals), česky nevyšlo
- Old Firehand (1875), resp. Na dálném Západě (Im fernen Westen),
- Osvobození (1894, Eine Befreiung), resp. Z Murzúku do Kairvánu (Von Mursuk bis Kairwan) nebo Loupež v poušti (Ein Wüstenraub),
- Pandur a granátník (1883, Pandur und Grenadier),
- Peněžní mužík (1903, Das Geldmännle),
- Písek záhuby (1895, Sand des Verderbens, resp. Er Raml el Helahk, česky též jako Písek zkázy,
- Petrolejový požár (1883, Ein Oelbrand),
- Pomsta otroků (1889, Sklavenrache),
- Poprvé na palubě (1890, Zum erstenmal an Bord),
- Posvěcená voda (1877, Aqua benedetta),
- Požár prérie (1887, Ein Prairiebrand),
- Proklatec (1892, Der Verfluchte), resp. Es Ssabbi – der Verfluchte, česky také jako Es sábí,
- Pohraničník (1879, Der Grenzmeister, resp. jako V Sonnenthau (Im Sonnenthau),
- Pohřbená lžíce (1889, Löffel begraben),
- Poustevník (1879, Der Einsiedel), resp. Čertův sedlák (Der Teufelsbauer),
- Přestávka k napití (1889, Wasserrast auf dem Marsche),
- Ríh, Ríh, Ríh! (1892), česky také jako U Haddedihnů, dodatek (anhang) k románu Žut,
- Robert Surcouf (1882), resp. Pirát (Ein Kapper) nebo Der Kaperkapitän (volně přeloženo Černý kapitán).
- Růže ze Sokny (1878, Die Rose von Sokna),
- Růže z Ernstthalu (1875, Die Rose von Ernstthal),
- Růže z Káhiry (1876, Die Rose von Kahira),
- Rybář Jakub a sud vody (1876, Der Fischerjakob und das Wasserfaß),
- Samuel (1877, Der Samiel).
- Scout (1888, Der Scout),
- Selfman (1877-1878, Ein Self-man), resp. A Self-Made Man, česky také jako Abraham Lincoln, povídka z cyklu Kanadský Bill (Der Kanada-Bill),
- Sluníčko (1876, Sonnenscheinchen),
- Smrtící prach (1880, Tödlicher Staub), resp. Deadly Dust,
- Svědomí (1873, Das Gewissen, resp. Pomsta (Rache),
- Synové Upsaroků (1897-1898, Die Söhne des Upsaroka, resp. Mateřská láska (Mutterliebe),
- Šamah (1907-1908, Schamach),
- Talisman (1883, Der Talisman), resp. Saiwa tjalem),
- Three carde monte (1879), resp. Falešný hráč (Der Falschspieler), povídka z cyklu Kanadský Bill (Der Kanada-Bill),
- Tři polní maršálové (1878, Drei Feldmarschalls!!),
- Tyčkař (1879, Der Pfahlmann), resp. Básník (Ein Dichter), česky také jako Muž ze Staked Plains nebo Básník savany,
- Umm ed džamál (1898, Die Umm ed Dschamahl),
- U stolu štamgastů v Ernstthalu (1876, Am Ernstthaler Stammtisch),
- Vanda (1875, Wanda),
- Válečná pokladna (1877, Die Kriegskasse),
- Vánoce v Damašku (1907, Eine Weihnachtsfeier in Damaskus),
- V domovině (1884, In der Heimath, resp. Old Shatterhand in der Heimat nebo v rozdělení na dvě části s názvy Profesor Vizliputzli (Professor Vitzliputzli) a Když se dvě srdce odloučí (Wenn sich zwei Herzen scheiden), česky jako Old Shatterhandova první láska nebo Profesor Ficlipucli,
- Vila Medvědí sádlo (1889, Villa Bärenfett).
- Vlněný čert (1876, Der Wollteufel),
- Vzkříšení (1893, Auferstehung),
- Začarovaná koza (1878, Die verhexte Ziege),
- Zmrtvýchvstání (1878, Von Tode erstanden), resp. Nuggetový doktor (Der Nugget-Arzt), česky také jako Konec Kanadského Billa.
- Zpívající voda (1890, Am Singenden Wasser).

### Autobiografické spisy
- Moje zpověď (1908, Meine Beichte).
- Můj život a mé cíle (1910, Mein Leben und Streben)
- Vzhůru do říše ušlechtilých lidí! (1912, Empor ins Reich der Edelmenschen!)

### Ostatní
- Zeměpisná kázání (1875–1876, Geographische Predigten), výklad o vesmíru a Zemi s náboženským podtextem,
- Kniha lásky (1876, Das Buch der Liebe), pokus o vědeckou prezentaci lásky,
- Nebeské myšlenky (1910, Himmelsgedanken), básně,
- Babylon a bible (1906, Babel und Bibel), drama.

## Filmografie

### Filmy
Podle románů Karla Maye bylo natočeno mnoho filmů. V Česku je nejslavnější série z let 1962–1965 Poklad na Stříbrném jezeře a Vinnetou I – III. V těchto filmech hrálo mnoho slavných herců. Mezi jinými Pierre Brice jako Vinnetou, Lex Barker jako Old Shatterhand a dále např. Mario Girotti (později přijal pseudonym Terence Hill), Klaus Kinski, Mario Adorf, Eddi Arent nebo Herbert Lom. Hudbou k těmto filmům se proslavil skladatel Martin Böttcher.
- První němé filmy Na troskách ráje (1920, Auf den Trümmern des Paradieses), Karavana smrti (1920, Die Todeskarawane) od režiséra Josefa Steina a Vyznavači ďábla (1920, Die Teufelsanbeter), které režírovala Mayova přítelkyně Marie Luise Droopová se nedochovaly.
- Pouští (1936, Durch die Wüste), režie Johann Alexander Hübler-Kahla, zvukový film, který u diváků propadl a berlínská společnost, která jej produkovala, vyhlásila bankrot.
- Karavana otroků (1958, Die Sklavenkarawane), první barevný film německé firmy Bavaria, režie Georg Marischka a Ramón Torrado.
- Babylonský lev (1959, Der Löwe von Babylon) německo-španělská koprodukce, režie Johannes Kai (známý také jako Hanns Wiedmann) a Ramón Torrado.
- Poklad na Stříbrném jezeře (1962. Der Schatz im Silbersee), režie Harald Reinl. Jeden z nejslavnějších filmů natočený v koprodukci nákladem 3 milionů marek, který byl promítán ve více než šedesáti státech po celém světě.
- Vinnetou (1963, Winnetou), první část, režie Harald Reinl.
- Old Shatterhand (1964), režie Hugo Fregonese.
- Žut (1964, Der Schut), režie Robert Siodmak.
- Vinnetou – Rudý gentleman (1964, Winnetou – 2. Teil), druhá část, režie Harald Reinl.
- Mezi supy (1964, Unter Geiern), režie Alfred Vohrer.
- Poklad Aztéků (1965, Der Schatz der Azteken), režie Robert Siodmak.
- Pyramida boha Slunce (1965, Die Pyramide des Sonnengottes), režie Robert Siodmak.
- Petrolejový princ (1965, Der Ölprinz), režie Harald Philipp.
- Divokým Kurdistánem (1965, Durchs wilde Kurdistan, 1965), režie Franz Joseph Gottlieb.
- Vinnetou – Poslední výstřel (1965, Winnetou – 3. Teil), třetí část, režie Harald Reinl.
- Old Surehand (1965), první část, režie Alfred Vohrer.
- V Říši stříbrného lva (1965, Im Reiche des silbernen Löwen), režie Franz Joseph Gottlieb.
- Poklad Inků (1965, Das Vermächtnis des Inka), režie Georg Marischka.
- Vinnetou a míšenka Apanači (1966, Winnetou und das Halbblut Apanatschi), režie Harald Philipp.
- Old Firehand (1966, Winnetou und sein Freund Old Firehand), režie Alfred Vohrer.
- Vinnetou a Old Shatterhand v Údolí smrti (1968, Winnetou und Shatterhand im Tal der Toten), režie Harald Reinl.

### Televizní seriály
- S Karlem Mayem v Orientu (1963, Mit Karl May im Orient), 7 dílů, režie Francesco Stefani
- Kara Ben Nemsi Effendi (1973–1975), 26 dílů, režie Günter Gräwert.
- Můj přítel Vinnetou (1980, Mein Freund Winnetou, Winnetou le Mescalero), 14 dílů, režie Marcel Camus

### Televizní filmy
- Přízrak v křoví (1986, Das Buschgespenst), režie Vera Loebner.
- Prérijní lovci v Mexiku (1988.Präriejäger in Mexiko), 2 díly, režie Hans Knötzsch.
- Návrat Vinnetoua (1998, Winnetous Rückkehr), režie Marijan David Vajda.
- Vinnetou (minisérie), 2016, 3 díly, režie Philipp Stölzl.

### Životopisné filmy o Karlu Mayovi
- Freispruch für Old Shatterhand (1965), hraný televizní dokument o Mayových procesech, režie Hans Heinrich, v roli Karla Maye Friedrich G. Beckhaus.
- Karl May (1974), životopisný film, režie Hans-Jürgen Syberberg, v roli Karla Maye Helmut Käutner.
- Karl May (1992), televizní seriál, 6 dílů, režie Klaus Überall, v roli Karla Maye Henry Hübchen.